# Uzovo
Uzovo (izvirno srbsko Узово) je naselje v Srbiji, ki upravno spada pod Občino Bujanovac; slednja pa je del Pčinjskega upravnega okraja.

## Demografija
V naselju živi 8 polnoletnih prebivalcev, pri čemer je njihova povprečna starost 50,1 let (49,0 pri moških in 51,8 pri ženskah). Naselje ima 4 gospodinjstev, pri čemer je povprečno število članov na gospodinjstvo 2,50.
Po podatkih popisa iz leta 2002 večino prebivalstva predstavljajo Albanci.
|  |

| Demografija | Demografija     | Demografija     |
| Leto        | Št. prebivalcev | Št. prebivalcev |
| ----------- | --------------- | --------------- |
|             |                 |                 |
|             |                 |                 |
|             |                 |                 |
|             |                 |                 |
| 1948        | 94              |                 |
| 1953        | 84              |                 |
| 1961        | 83              |                 |
| 1971        | 43              |                 |
| 1981        | 17              |                 |
| 1991        | 23              | 23              |
| 2002        | 10              | 10              |
|             |                 |                 |

| Etnična sestava po popisu iz leta 2002 | Etnična sestava po popisu iz leta 2002 | Etnična sestava po popisu iz leta 2002 | Etnična sestava po popisu iz leta 2002 | Etnična sestava po popisu iz leta 2002 |
| -------------------------------------- | -------------------------------------- | -------------------------------------- | -------------------------------------- | -------------------------------------- |
| Albanci                                | Albanci                                |                                        | 8                                      | 80,0%                                  |
| Srbi                                   | Srbi                                   |                                        | 2                                      | 20,0%                                  |
| Neznano                                | Neznano                                |                                        | 0                                      | 0,0%                                   |